# Brot-Dessous
Brot-Dessous es una localidad y antigua comuna suiza del cantón de Neuchâtel, situada en la región Litoral. Desde el 1 de enero de 2016 hace parte de la comuna de Rochefort.